# Ano Novo cingalês
O Ano Novo do Sri Lanka, muitas vezes chamado “Ano Novo cingalês e tamil” (dos nomes das duas etnias principais daquele país) é uma festa com grandes tradições que se celebra a 13 ou 14 de Abril de cada ano.
Uma das coisas mais visíveis das festividades é a preparação de alimentos especiais, como o kiribath, um prato de arroz da última colheita cozido em leite-de-coco e servido com condimentos ou acompanhamentos especiais. Também se preparam doces especiais, como o mung kavum e o konda kavum, que são fritos feitos com base em farinha de arroz, em que o mung kavum leva feijão-mungo e o konda kavum tem xarope-de-palmeira, e o bibikkan, também chamado “pol-cake” ou “porunu-appa”, feito à base de semolina, coco ralado e várias conservas de frutas e condimentos.

## História do Ano Novo no Sri Lanka
O Ano Novo cingalês, ou "Sinhala Aluth Avurudda" era celebrado no Reino de Cândia, depois dos astrólogos, sob ordem do rei, calcularem o Nekath, ou seja, a época propícia para realizar os rituais que viriam trazer prosperidade e felicidade para o país e seu povo. Esse momento ocorre quendo o Sol transita de Meena Rashiya para Mesha Rashiya, completando um ciclo de 12 meses; o período de transição, chamado "Sanskranthi" acontece a 13 ou 14 de Abril, quando terminam as colheitas mais importantes, a Maha.
Os rituais começam com um banho no último dia do ano solar (Parana Avurudda) e com a observação da Lua nessa noite. Nos templos, o tocar dos sinos era acompanhado pelo rufar dos tambores (Hewisi). O costume de oferecer nozes de areca com folhas de betel aos mais velhos demonstrava a gratidão dos mais novos. As crianças, por outro lado, recebiam presentes dos pais, de acordo com o pensamento budista. O sentimento de boa-vontade e amizade entre familiares e amigos reflete-se em todo o período, incluindo o festival.